# Bravo-Jahrescharts 1966
Die Amerikanisierung der Popmusik hat sich 1966 endgültig durchgesetzt. Die Bravo-Charts wurden wöchentlich jetzt aufgeteilt in international und national. In den Jahrescharts hielten sich dadurch weiterhin Schlagertitel, wie einer der größten Hits im Schlagerbereich überhaupt: Ganz in Weiß von Roy Black landete auf dem dritten Platz. Die Beatles hatten weiterhin eine Vielzahl an Hits, konnten jedoch nicht mehr den Superhit des Jahres landen. Die US-amerikanische Folkband Mamas and Papas setzte sich mit Monday, Monday, dem größten Erfolg ihrer Karriere, auf Platz 1. Der Song wird noch heute jeden Montag in den deutschen Radiostationen aufgelegt. Der Sänger Chris Andrews landete mit Yesterday Man ebenfalls den größten Hit seiner Karriere. Der deutsche Evergreen Marmor, Stein und Eisen bricht von Drafi Deutscher kam nur auf den 20. Platz.

## Bravo-Jahrescharts 1966
1. Monday, Monday – The Mamas and the Papas – 346 Punkte
2. Yesterday Man – Chris Andrews – 321 Punkte
3. Ganz in Weiß – Roy Black – 306 Punkte
4. Super Girl – Graham Bonney – 302 Punkte
5. Sloop John B – The Beach Boys – 291 Punkte
6. Yellow Submarine – The Beatles – 263 Punkte
7. Barbara Ann – The Beach Boys – 261 Punkte
8. Paperback Writer – The Beatles – 255 Punkte
9. Michelle – The Beatles – 254 Punkte
10. To Whom It Concerns – Chris Andrews – 254 Punkte

## Bravo-Otto-Wahl 1966

### Beat-Gruppen
1. Goldener Otto: The Beatles
2. Silberner Otto: The Rolling Stones
3. Bronzener Otto: The Rainbows

### Sänger
1. Goldener Otto: Drafi Deutscher
2. Silberner Otto: Roy Black
3. Bronzener Otto: Rex Gildo

### Sängerinnen
1. Goldener Otto: Manuela
2. Silberner Otto: Françoise Hardy
3. Bronzener Otto: Wencke Myhre